# أليس ديوي
أليس ديوي (بالإنجليزية: Alice G. Dewey)‏ هي عالمة الإنسان أمريكية، ولدت في 1928 في ويتشيتا في الولايات المتحدة، وتوفيت في 11 يونيو 2017 في هونولولو في الولايات المتحدة.